# Placonotus zimmermanni
Placonotus zimmermanni là một loài bọ cánh cứng trong họ Laemophloeidae. Loài này được LeConte miêu tả khoa học năm 1854.